# ويليام داندريدغ بيك
ويليام داندريدغ بيك (بالإنجليزية: William Dandridge Peck)‏ هو عالم نبات وعالم حيوانات وعالم حشرات أمريكي، ولد في 8 مايو 1763 في بوسطن في الولايات المتحدة، وتوفي في 8 أكتوبر 1822 في كامبريدج في الولايات المتحدة.